# 威廉彼特学生会
威廉皮特联盟（The William Pitt Union），建于1898年，原为申利酒店（Hotel Schenley），是匹兹堡大学主校区的学生会建筑，是宾夕法尼亚州和匹兹堡的历史地标。 申利酒店由匹兹堡建筑师Rutan & Russell设计，采用布杂艺术建筑风格，接待当地和来访的富裕人士。匹兹堡大学于1956年收购了该物业。

## 历史

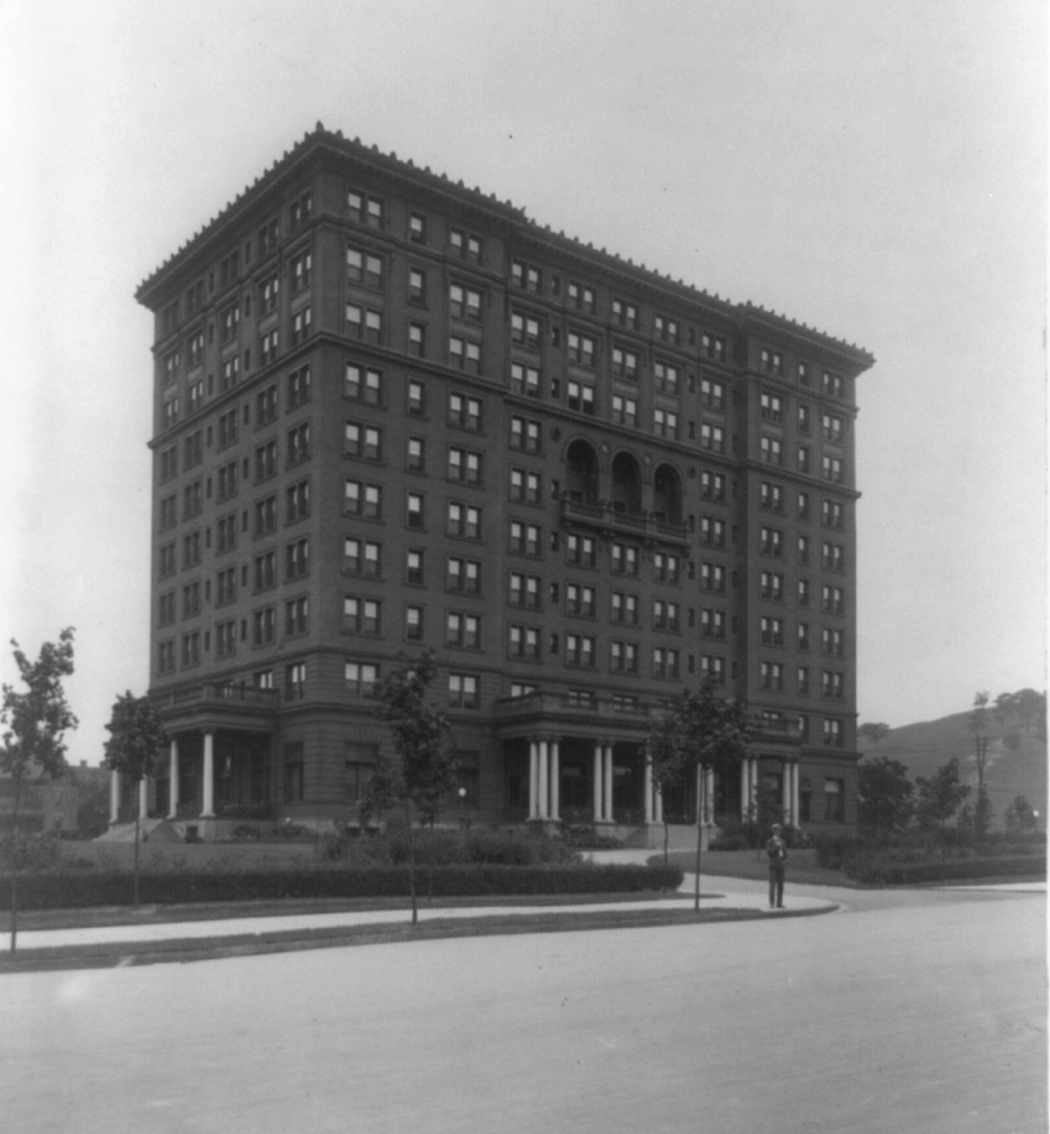

### 申利酒店
该建筑原为申利酒店 ，由建筑师Rutan＆Russell设计，于1898年开业，是企业家富兰克林·尼古拉’要把奥克兰建成文化、艺术和教育中心的愿景的重点。尼古拉在安德鲁·W·梅隆、亨利·佛里克、安德鲁·卡内基、乔治·威斯汀豪斯和亨利·约翰·亨氏的帮助下，组建了Bellefield公司。他们是第一批分享尼古拉关于奥克兰的愿景的股东。他们在曾经由股东玛丽·申利拥有的土地上，建立了这座布杂艺术风格的建筑。 申利酒店是匹兹堡的第一家大型钢结构“摩天大楼酒店”，被称为“20世纪初匹兹堡的高级酒店 ”。

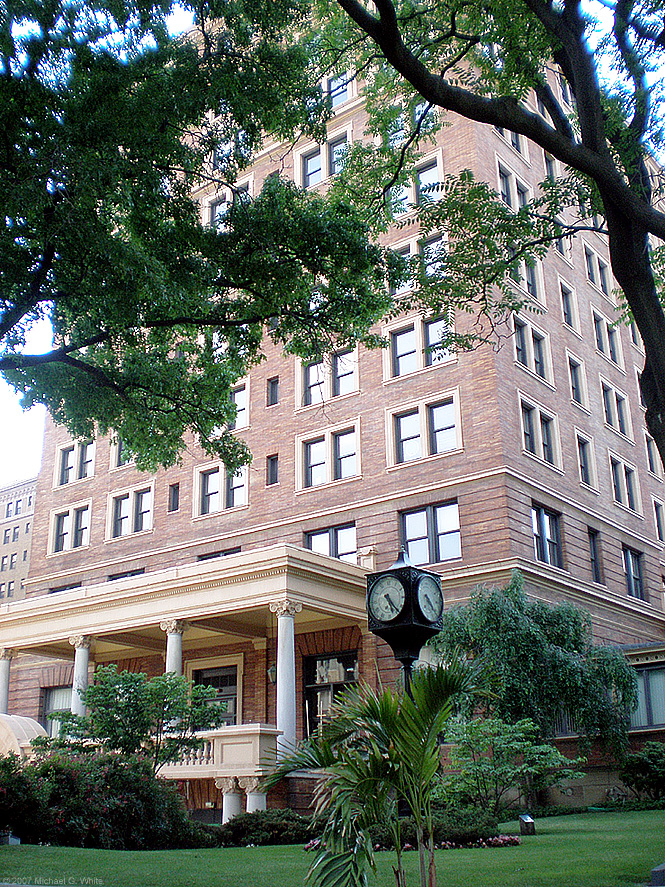

申利酒店充满了大理石、枝形吊灯和路易十五建筑，迅速成为匹兹堡接待重要人物的地方，其中包括总统伍德罗·威尔逊、西奥多·罗斯福、威廉·霍华德·塔夫脱和德怀特·艾森豪威尔，以及第一夫人埃莉诺·罗斯福。。

### 匹兹堡大学的一部分

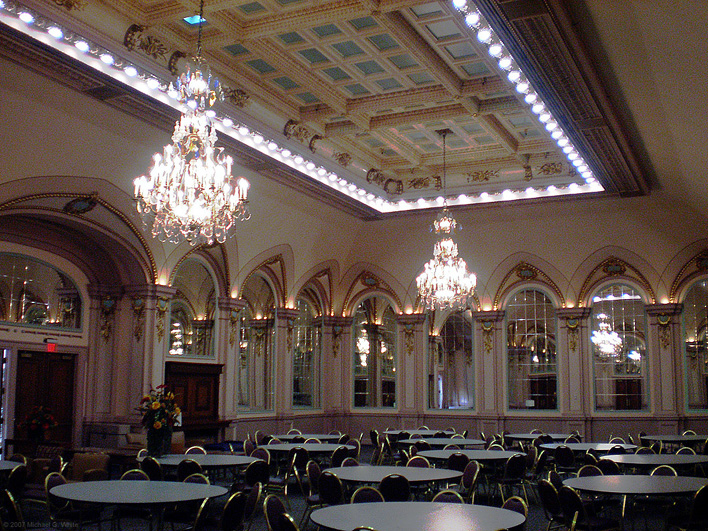

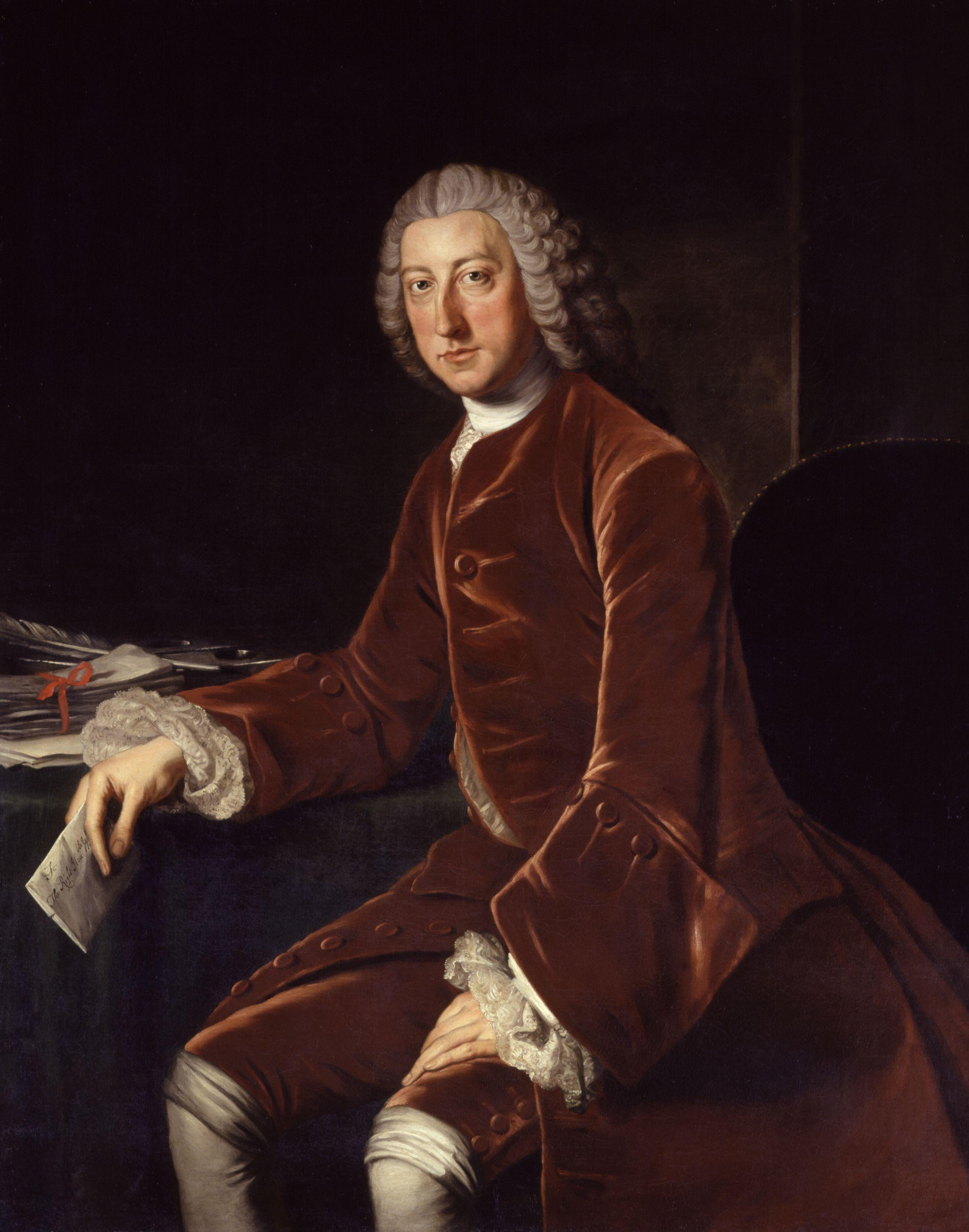
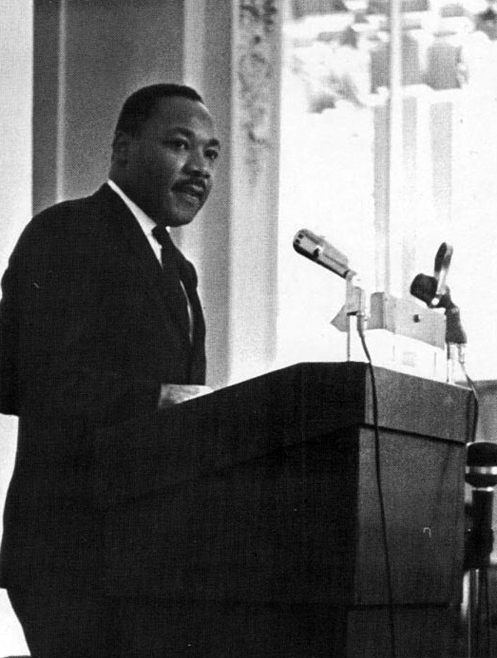
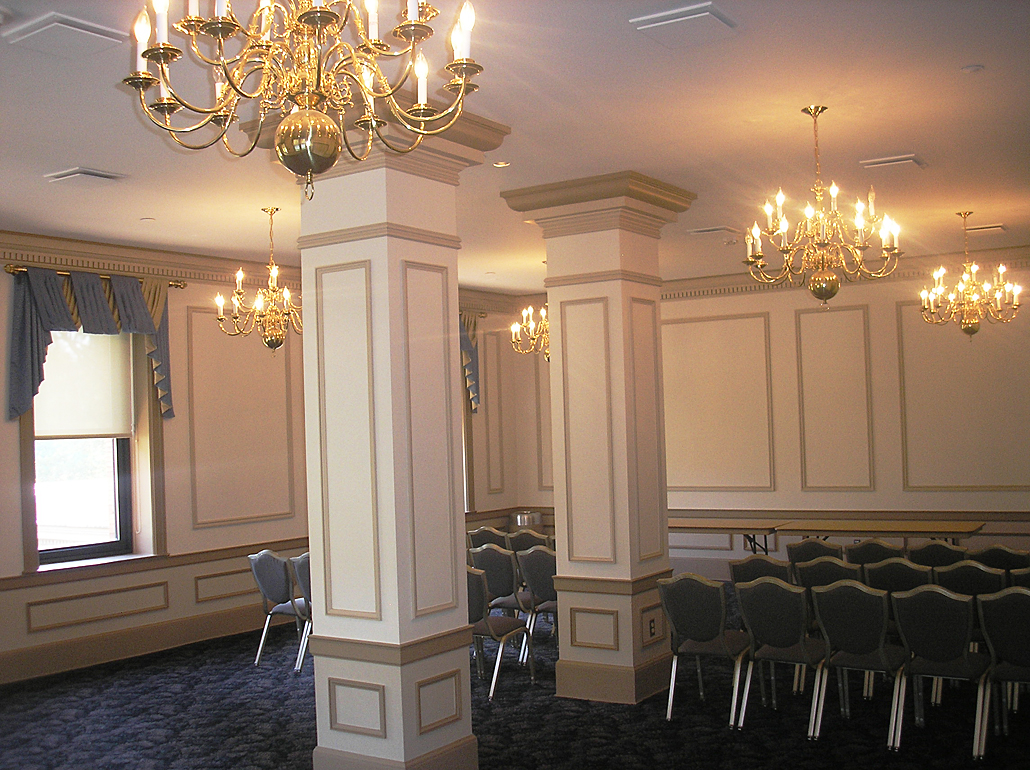
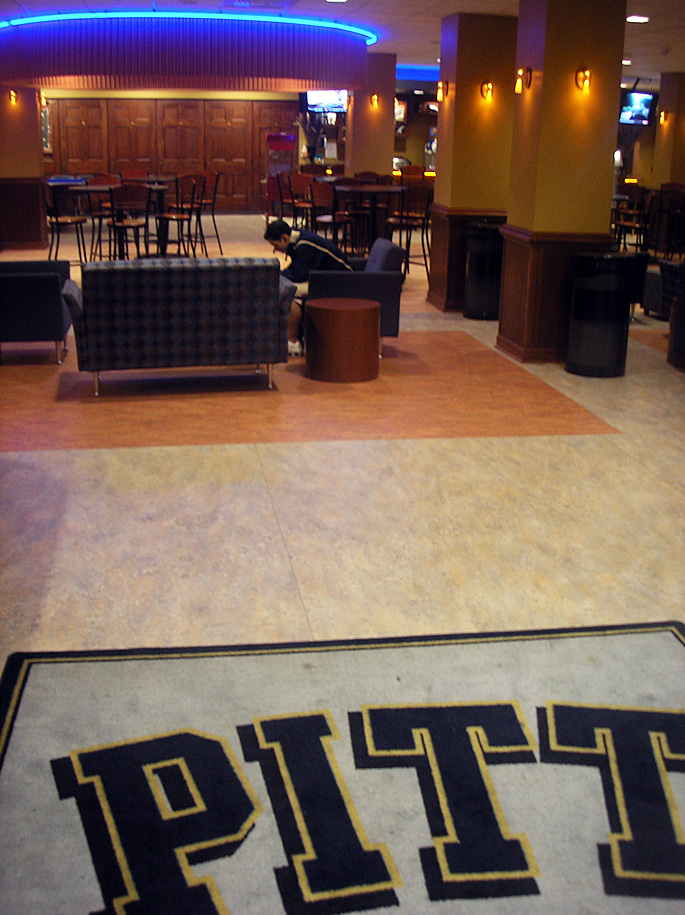
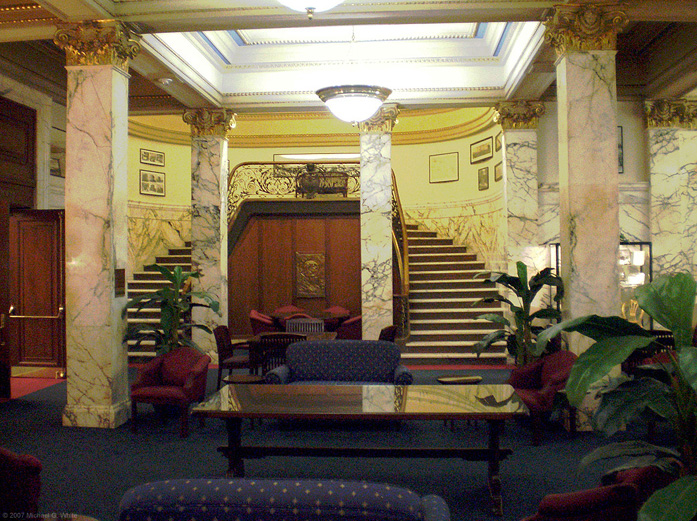
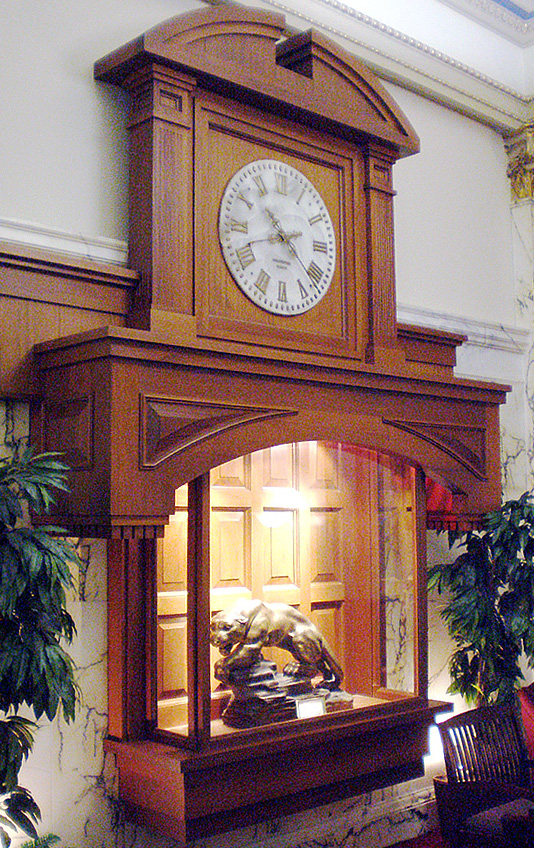
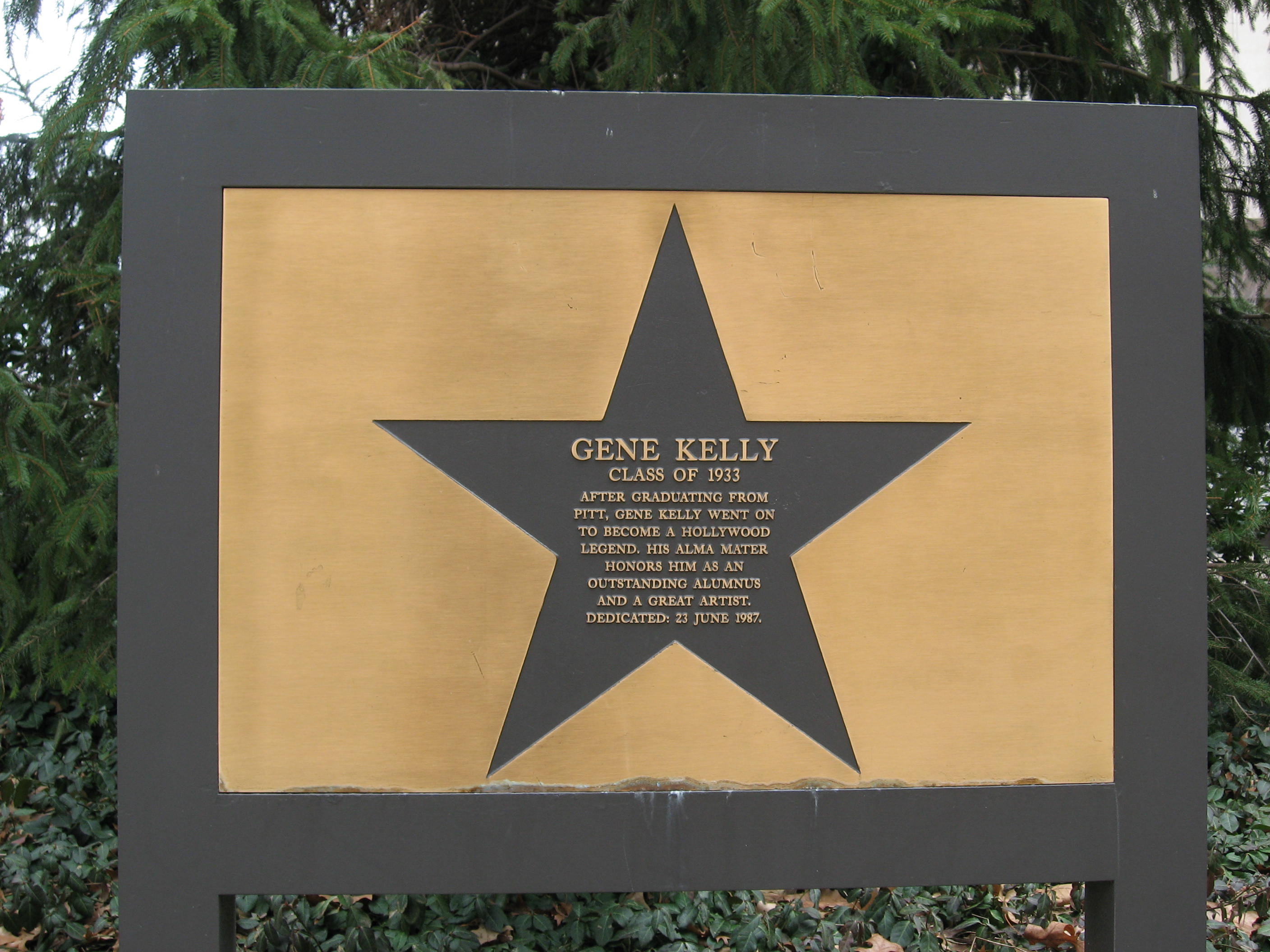
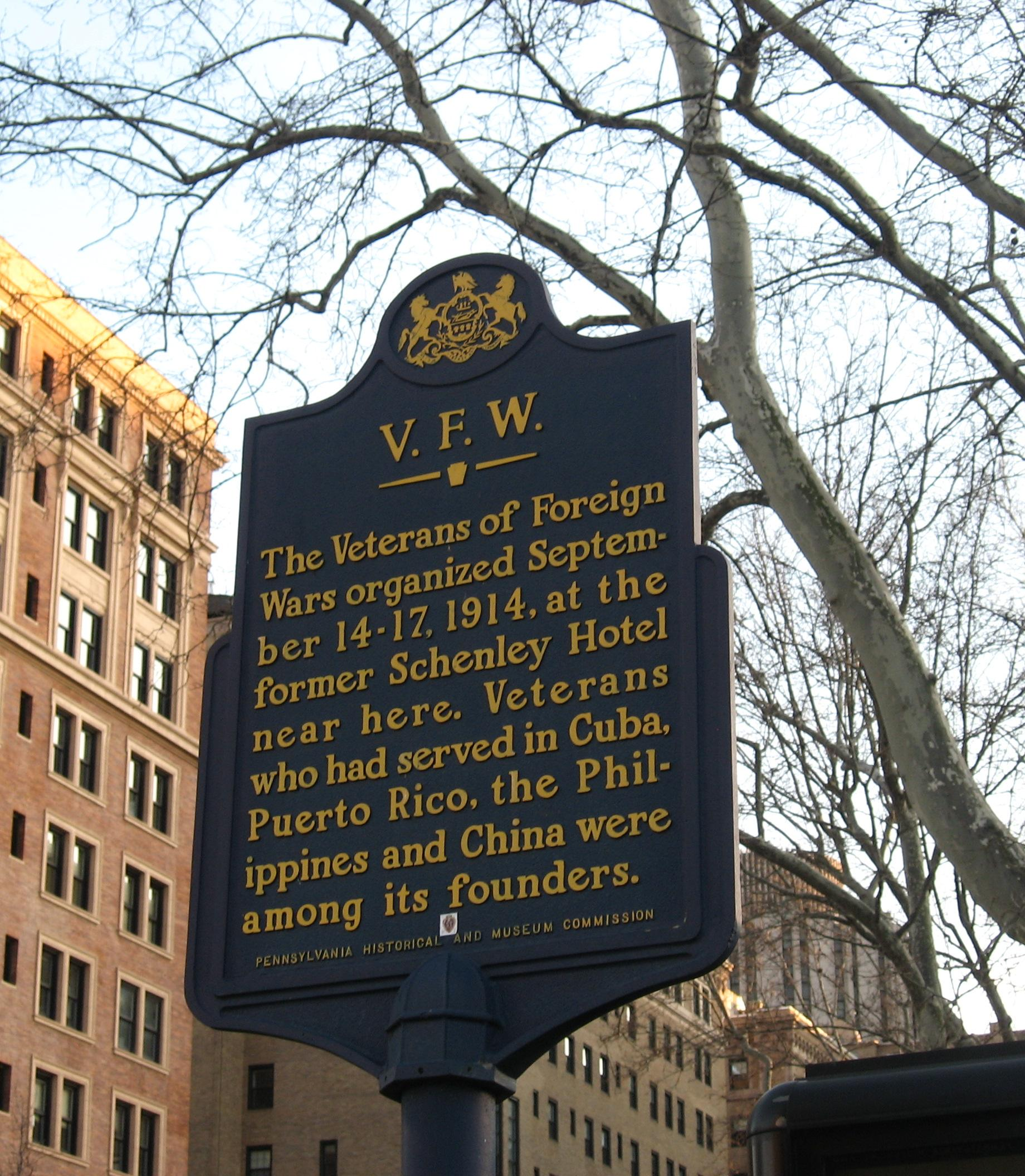
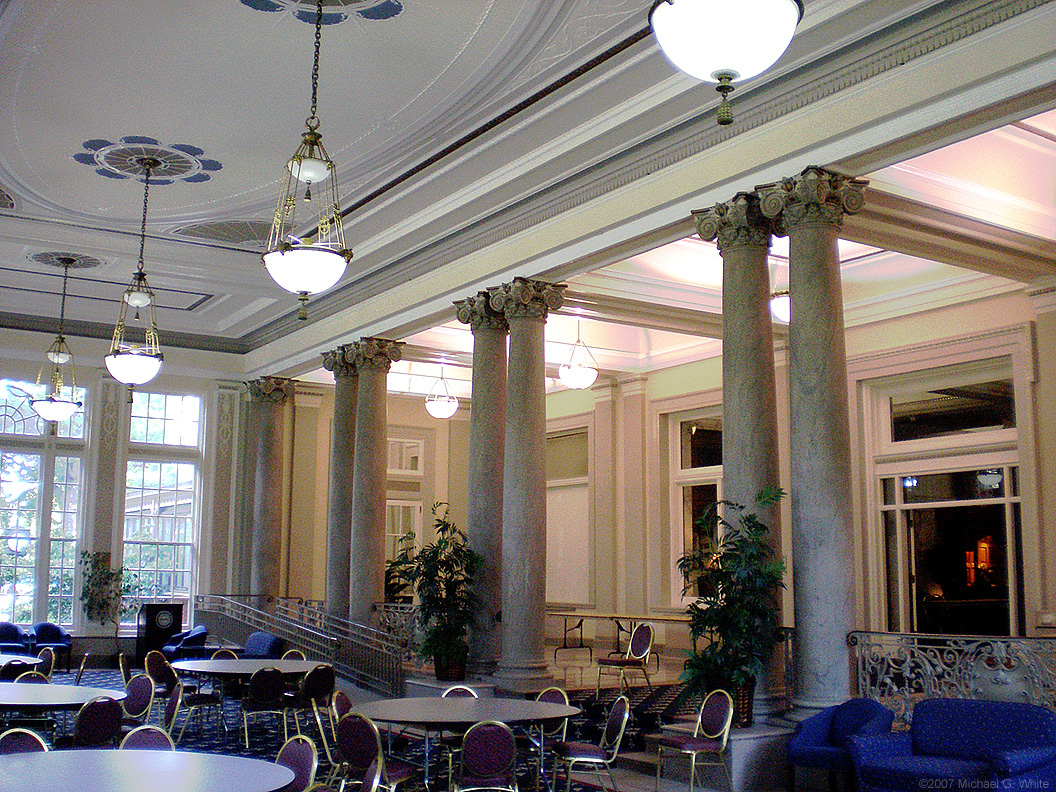

1956年，申利酒店出售给匹兹堡大学。